# Mjöasjön (Enslövs socken, Halland)
Mjöasjön är en sjö i Halmstads kommun i Halland och ingår i Nissans huvudavrinningsområde.